# 东殿村 (章丘市)
东殿村,中华人民共和国山东省济南市章丘市水寨镇所辖的一个行政村。总人口307，其中男性158人，女性149人；农业户口305人，非农业人口2人；18岁以下人口87人，18-35岁人口65人，35-60岁人口111人，60岁以上人口44人（2006年）。耕地面积28公顷（2006年）。行政区划代码370181106225。